# 班洪乡
班洪乡（新佤文：nbang rūng:955），是中华人民共和国云南省临沧市沧源佤族自治县下辖的一个乡。班洪一词由傣语音译，“班”为坪，“洪”为榕树，意为“榕树坪”。乡政府驻班洪村，陆距沧源县城48.4千米。历史上曾在此发生班洪事件，1941年6月18日中英秘密签订协议划定一九四一年线，班洪以西地区被划归缅甸。1960年1月25日，中缅签订《中华人民共和国政府和缅甸联邦政府关于两国边界问题的协定》，中方放弃猛卯三角地主权，换回一九四一年线以西的班洪、班老部落地区。

## 历史沿革
班洪是佤族历史上的一个部落，1891年清廷封予第二代班洪王胡玉山“土都司”衔，并颁发铜制“世袭班洪总管土司”印章。1957年成立班洪区，同时取消班洪总管头衔，末任总管为胡忠华。1965年区政府迁往南腊，1968年在人民公社化运动中成立班洪公社，次年更名红五一公社，1971年复名班洪公社，政府驻地迁回班洪，同时南腊公社从班洪公社分出。1984年改置为班洪区，1988年成立班洪乡。

## 地理
班洪乡位于沧源县西部，南与勐董镇和缅甸勐冒县接壤，北与耿马县孟定镇为邻，东西分别是勐来乡、勐角傣族彝族拉祜族乡、班老乡和芒卡镇，有6.48千米长的国境线。班洪乡总面积332.8平方千米，2010年普查总人口10,587人，居民以佤族为主，其次是傣族和汉族，佤族人口占94.7%，后二者分别占3%和2.11%。乡内山脉主要有窝坎大山、班洪山等，地势西南、北、东北和中部高，东、西、西北低，属切山中河谷地貌，最高点为窝坎大山（2,605米，这也是沧源县的最高点），最低点为法保（600米）。主要河流有芒库河（南滚河上游）、新牙河等，属怒江水系。气候上属热带、亚热带季风气候，低海拔地区气候炎热，立体气候显著，年均气温20.9℃，年均降水1957.4毫米。班洪乡的部分地区属南滚河国家级自然保护区，有数百种珍稀濒危动植物，生态系统多样性，2011年全乡森林覆盖率达79%。

## 行政区划
班洪乡下辖以下地区：
班洪村、芒库村、公坎村、富公村、班莫村和南板村。

## 经济
班洪乡的经济以农业为主，2011年农民人均纯收入3,350元。2011年，班洪乡共生产粮食4,157吨；橡胶种植面积3.28万亩，年产134吨；木薯1.67万亩，产值1141,91万元；茶场7,264亩，年产225吨。畜牧业方面，2011年末生猪和其他大牲畜共存栏19,270头。2011年政府财政收入48万元。

## 基础设施
班洪乡内有小学6所，初中1所，在校学生共1,349人。医疗方面有卫生院1所、村卫生室6个，共有病床10张，专业卫生人员21人。交通方面有乡村公路24条共89.54千米，其中砂石路面22条，南沧公路（镇康南伞至沧源）经过班洪乡。